# Terpsimyia semicinctus
Terpsimyia semicinctus är en tvåvingeart som först beskrevs av Becker 1922.  Terpsimyia semicinctus ingår i släktet Terpsimyia och familjen styltflugor.
Artens utbredningsområde är Taiwan. Inga underarter finns listade i Catalogue of Life.